# 4249 Křemže
4249 Křemže este un asteroid din centura principală, descoperit pe 29 septembrie 1984 de Antonín Mrkos.